# Marco Balbul
Marco Balbul (en hebreo: מרקו בלבול‎; nacido el 13 de julio de 1967) fue un defensor Israelí y es actualmente el director técnico del Maccabi Haifa de la Ligat ha'Al de Israel.

## Biografía
Marco es el último hijo de inmigrantes judíos de Egipto quienes llegaron a Israel en 1950 y se asentaron en Tirat Carmel. Con 9 años de edad, fue aceptado en la división juvenil del Maccabi Haifa.

## Carrera como jugador
Su debut se produjo en el torneo israelí de 1986-87. Jugó 213 partidos para el Maccabi Haifa desde su debut hasta 1998, temporada en la que forma parte de la plantilla del Maccabi Tel Aviv, institución en la que disputó 49 encuentros en dos temporadas. Jugó hasta su retiro nuevamente en el Maccabi Haifa.

### Selección nacional
Formó parte del plantel de la selección de Israel entre 1990 y 1995, para la cual disputó nueve partidos, entre ellos algunos de la Clasificación para la Eurocopa 1996.

## Carrera como entrenador
El 28 de diciembre de 2014 Marco Balbul fue anunciado como el nuevo director técnico de Maccabi Haifa, tras su labor en algunos clubes israelíes, reemplazando al serbio Alexander Stanojevic. Su labor en el club duró unos seis meses hasta su alejamiento del club en mayo de 2015. El 19 de diciembre de 2018 fue anunciado nuevamente como entrenador del Maccabi Haifa, luego del alejamiento de Fred Rutten. 

## Títulos
- Premier League israelí (3):
  - 1988-89, 1990–91, 1993–94
- Copa de Israel (3):
  - 1991, 1993, 1995